# Stanley Corrsin
Stanley Corrsin (3 de abril de 1920 — 2 de junho de 1986) foi um físico americano, dinâmico de fluidos e professor de engenharia Theophilus Halley Smoot na Universidade Johns Hopkins. Ele era conhecido por suas contribuições no campo da hidrodinâmica em geral e turbulência em particular. Ele recebeu o Prêmio Dinâmica dos Fluidos em 1983. Corrsin morreu de câncer em 2 de junho de 1986 aos 66 anos.